# Ilona Weiss
Ilona Weiss (ur. 1974 w Bydgoszczy) – polska ekonomistka, przedsiębiorca, menedżer zarządzający rynku nowych technologii i rynku finansowego, prezes zarządu grupy ABC Data w latach 2015–2019.

## Życiorys
Dzieciństwo i wczesną młodość spędziła w Bydgoszczy. Uczęszczała do VI liceum w Bydgoszczy (matura 1992). Po szkole średniej rozpoczęła pracę w Banku Handlowym. W latach 1993–1996 pracowała w spółce Telekomunikacja Polska SA, gdzie współtworzyła plany rozwojowe i inwestycyjne. W 1995 ukończyła studia na Wydziale Nauk Ekonomicznych i Zarządzania Uniwersytetu Mikołaja Kopernika w Toruniu. Od 1996 do 2006 roku zajmowała kierownicze stanowiska w dziale finansowym grupy Alcatel. Po globalnej fuzji Alcatel-Lucent w 2006 roku objęła stanowisko menedżera finansowego odpowiedzialnego za unifikację zasad sprawozdawczości finansowej połączonych firm w Polsce oraz konsolidację. Dyrektor finansowy w spółce Sage (2008–2010), gdzie odpowiadała za zarządzanie strategiczne i operacyjne finansami grupy w Polsce. Wiceprezes Zarządu w spółce Sygnity S.A. w latach 2010–2012. Przewodnicząca Rady Nadzorczej Sygnity Europe sp. z o.o. (2012), wiceprzewodnicząca Rady Nadzorczej Max Elektronik S.A. (2010–2012), członek Rad Nadzorczych spółek: Winuel S.A. (2010), PB Polsoft sp. z o.o. (2010–2011), Sygnity Technology sp. z.o.o. (2010–2011) oraz MCI Capital TFI S.A. (2013–2019). Partner do spraw inwestycji w grupie MCI Capital (2012–2014). W latach 2012–2014 pełniła funkcję wiceprezesa zarządu Grupy ABC Data, w latach 2015–2016 prezesa zarządu w ABC Data Germany, a w latach 2015–2019 funkcję prezesa zarządu Grupy ABC Data. Pod jej przywództwem Grupa ABC Data urosła do rangi lidera w dystrybucji sprzętu IT na rynku Europy Środkowo-Wschodniej – w 2016 r. wypracowała najwyższe przychody w całym sektorze IT w Polsce, a także największą wartość sprzedaży sprzętu (według raportu ITwiz Best 100). W 2016 r. firma rozwinęła kompetencje z zakresu VAD (Value Added Distributor). W tym samym roku została pierwszym oficjalnym dystrybutorem Xiaomi w Unii Europejskiej. W kolejnym roku uruchomiła własną platformę ABC Data Cloud oferując zaawansowane usługi IT realizowane w oparciu o model chmurowy, natomiast w 2018 została wyłącznym dystrybutorem rozwiązań Alibaba Cloud w Europie.
Od 2003 r. Ilona Weiss członkiem międzynarodowej organizacji ACCA posiadając globalne kwalifikacje w zakresie zarządzania finansami, GTDC (Global Technology Distribution Council) organizacji reprezentującej czołowych dystrybutorów IT (od 2015), członkiem YPO (Young Presidents Organization), sieci dyrektorów generalnych skupiającej 27 000 członków w ponad 130 krajach (od 2018),, a od 2019 – Business Centre Club.
Prelegentka na konferencjach branżowych: GTDC Investor Summit (Wall Street, Nowy Jork, 2015), GTDC Summit Emea (Wiedeń, 2017), Global Women’s Leadership Summit (Tokio, 2017 i Sydney, 2018), Rozwijaj biznes z najlepszymi (Warszawa, 2017), Technology Symposium (Stanford University, 2018 i 2019).
Prywatnie matka trójki dzieci.

## Działalność społeczna
- prezydent ACCA Polska (2010–2013)[15]
- członek Globalnego Forum ds. Sprawozdawczości Finansowej w ACCA (Corporate Reporting Global Forum) (2010–2013)[16]
- lider projektu oraz współautor Dobrych Praktyk Komitetów Audytu w Polsce

## Nagrody i wyróżnienia
- „Wschodząca Gwiazda Polskiego Biznesu” wg dziennika „Rzeczpospolita”, wśród 10 Kobiet, które robią wielką karierę w gospodarce (2011)[17]
- 25 miejsce wśród „50 Najbardziej Wpływowych Kobiet w Polsce” wg „Home&Market” (2015)[18]
- jedna z 25 „Najcenniejszych Kobiet w Biznesie” wg „Gazety Finansowej” (2015)[19]
- 19 pozycja wśród „50 Najbardziej Wpływowych Kobiet w Polsce” wg „Home&Market” (2016)[20]
- „Człowiek Roku 2015” wg magazynu „Mobility”[21]
- „Postać Rynku IT 2015” wg magazynu CRN Polska[22]
- laureatka drugiej edycji CEE Capital Markets Awards w kategorii „Osobowość roku” (wrzesień 2016)[23]
- „Osobowości Rynku IT” wg magazynu „Reseller News” i statuetka „Złotego Asa IT” dla prowadzonej przez nią spółki Grupa ABC Data (październik 2016)[24]
- „Perły polskiego biznesu” wg „Gazety Finansowej” (2016)[25]
- „Kobieta Roku IT” wg IT Reseller (2017)[26]
- 25 miejsce wśród „50 Najbardziej Wpływowych Kobiet w Polsce” wg „Home&Market” (2018)[27]
- jedna z 50 „Najcenniejszych Kobiet w Biznesie” wg „Gazety Finansowej” (2019)[28]

## Publikacje
- Ilona Weiss, Nadciąga kolejna transformacja [online], Forbes, 29 czerwca 2019 [dostęp 2020-04-06] [zarchiwizowane z adresu 2019-06-29].
- Ilona Weiss, Sztuka wyznaczania trendów [online], Harvard Business Review Polska, październik 2018 [dostęp 2020-04-06] [zarchiwizowane z adresu 2020-04-06].
- Ilona Weiss, Stawiamy na mobilność i rozwiązania chmurowe, „Forbes”, 10/2018, Warszawa: Ringier Axel Springer, październik 2018, s. 82–83, ISSN 1733-7291.
- Ilona Weiss, W korporacyjnych systemach wartości współpraca jest jedną z kluczowych cech, „Harvard Business Review”, 02/2017, Warszawa: KIZ Publishing, luty 2017, s. 96–97, ISSN 1730-3591 [zarchiwizowane 2017-06-18].
- Ilona Weiss, Jedwabny szlak przyszłości [online], Tygodnik Wprost, 25 października 2016 [dostęp 2020-04-02] [zarchiwizowane z adresu 2017-02-19] (pol.).
- Ilona Weiss, Szanse i wyzwania nowoczesnej dystrybucji [online], Harvard Business Review Polska, czerwiec 2016 [dostęp 2020-04-06] [zarchiwizowane z adresu 2020-04-06].
- Ilona Weiss, Przyszłość w trzech wymiarach [online], Tygodnik Wprost, 31 lipca 2016 [dostęp 2020-04-02] [zarchiwizowane z adresu 2017-03-16] (pol.).
- Ilona Weiss, Epoka quantum computing [online], Tygodnik Wprost, 3 lipca 2016 [dostęp 2020-03-27] [zarchiwizowane z adresu 2019-01-04] (pol.).
- Ilona Weiss, Wsiąść do pociągu zwanego m-commerce [online], Tygodnik Wprost, 17 kwietnia 2016 [dostęp 2020-04-02] [zarchiwizowane z adresu 2020-04-02] (pol.).
- Ilona Weiss, Internet rzeczy, czyli… wszystko będzie smart [online], Wprost Biznes, 7 lutego 2016 [dostęp 2020-04-02] [zarchiwizowane z adresu 2020-03-27] (pol.).